# Titow Wrw
Titow Wrw (mac.-cyrylica Титов Врв) - najwyższy szczyt gór Szar Płanina (Macedonia Północna) o wysokości 2747 m n.p.m. Położony około 12 kilometrów na północny zachód od Tetowa. 
Obecna nazwa szczytu została nadana w 1953 roku i pochodzi od pseudonimu wieloletniego przywódcy Jugosławii – Josipa Broza Tity. Przedtem, od 1934 szczyt nosił nazwę Aleksandrow Wrw (Александров Врв), nadaną dla uczczenia zamordowanego króla Jugosławii, Aleksandra I. Oryginalną nazwą był Golem Turczin.